# ITGB1BP2
ITGB1BP2 (англ. Integrin subunit beta 1 binding protein 2) – білок, який кодується однойменним геном, розташованим у людей на довгому плечі X-хромосоми. Довжина поліпептидного ланцюга білка становить 347 амінокислот, а молекулярна маса — 38 382.
| 10         |  | 20         |  | 30         |  | 40         |  | 50         |
| ---------- |  | ---------- |  | ---------- |  | ---------- |  | ---------- |
| MSLLCRNKGC |  | GQHFDPNTNL |  | PDSCCHHPGV |  | PIFHDALKGW |  | SCCRKRTVDF |
| SEFLNIKGCT |  | MGPHCAEKLP |  | EAPQPEGPAT |  | SSSLQEQKPL |  | NVIPKSAETL |
| RRERPKSELP |  | LKLLPLNISQ |  | ALEMALEQKE |  | LDQEPGAGLD |  | SLIRTGSSCQ |
| NPGCDAVYQG |  | PESDATPCTY |  | HPGAPRFHEG |  | MKSWSCCGIQ |  | TLDFGAFLAQ |
| PGCRVGRHDW |  | GKQLPASCRH |  | DWHQTDSLVV |  | VTVYGQIPLP |  | AFNWVKASQT |
| ELHVHIVFDG |  | NRVFQAQMKL |  | WGVINVEQSS |  | VFLMPSRVEI |  | SLVKADPGSW |
| AQLEHPDALA |  | KKARAGVVLE |  | MDEEESDDSD |  | DDLSWTEEEE |  | EEEAMGE    |

A: Аланін

C: Цистеїн

D: Аспарагінова кислота

E: Глутамінова кислота

F: Фенілаланін

G: Гліцин

H: Гістидин

I: Ізолейцин

K: Лізин

L: Лейцин

M: Метіонін

N: Аспарагін

P: Пролін

Q: Глутамін

R: Аргінін

S: Серин

T: Треонін

V: Валін

W: Триптофан

Задіяний у такому біологічному процесі, як альтернативний сплайсинг. 
Білок має сайт для зв'язування з іонами металів, іоном цинку. 